# Condorcetova metoda

Příklad Condorcetovy metody hlasování. Nevyplněná pole jsou považována za poslední příčku (v tomto případě jako by na nich bylo číslo 4).

Condorcetova metoda je volební systém, v němž zvítězí kandidát, který by vyhrál proti libovolnému z protikandidátů, pokud by se utkali v hlasování jen oni dva. Tato podmínka se nazývá Condorcetovo kritérium a takto zvolený kandidát Condorcetův vítěz.
Konkrétních metod splňujících Condorcetovo kritérium je více, jde tedy spíše o skupinu Condorcetových metod, které jsou pojmenovány po francouzském matematikovi 18. století Nicolasi Condorcetovi, který tyto systémy popsal.
Condorcetův vítěz nemusí existovat, může se teoreticky stát, že preference voličů jsou cyklické – například při volbě tří kandidátů by teoreticky mohla nastat situace, kdy kandidát A by v soutěži s kandidátem B vyhrál, B by vyhrál s C a C by vyhrál s A. Jde o takzvaný Condorcetův paradox. Ve volbách s velkým počtem voličů ale prakticky nenastává, podobně jako remízy u jiných volebních systémů. Pokud nastane, záleží na konkrétní zvolené metodě, jak určí vítěze.
Většina Condorcetových metod má jedno kolo hlasování, ve kterém každý volič řadí kandidáty od nejvíce populárního (číslo 1) po nejméně populární (stále vyšší čísla). Liší se způsobem sčítání hlasů, ale všechny určí stejného Condorcetova vítěze, pokud existuje. V případech, kdy Condorcetův vítěz neexistuje, mohou určit každý jiného vítěze podle druhotného kritéria, který preferují.

## Základní postup

### Hlasování
Při volbách Condorcetovou metodou volič seřadí seznam kandidátů dle pořadí preference, například volič označí číslem "1" svého nejvíce preferovaného kandidáta, "2" svého druhého, a tak dále. V tomto ohledu jde o podobný postup jako u systému jednoho přenosného hlasu. Některé Condorcetovy metody umožňují voličům na jeden „stupínek“ dát více než jednoho kandidáta stejně, takže například volič může jako "1" označit více kandidátů, mezi nimiž se nemůže nebo nechce rozhodnout.  
Když volič neoznačí všechny kandidáty preferencí, většinou se předpokládá, že je preferuje méně než označené kandidáty, ale není to nutné.

### Určení vítěze
Určení vítěze si lze představit tak, jako kdyby kandidáti soupeřili v turnaji systémem každý s každým. Vítěze každého hypotetického duelu dvou kandidátů A a B určíme takto: zjistíme kolik voličů preferuje kandidáta A nad kandidátem B (dalo mu vyšší preferenci) a kolik naopak B nad A. Podle toho který počet je vyšší „vyhraje“ v tomto duelu A nebo B. Při velkém počtu voličů prakticky nedojde k remíze, ale ani to případně nevadí, turnajový systém s remízami počítá.

### Příklad
Představte si volby mezi čtyřmi kandidáty: A, B, C a D. Tabulka níže zaznamenává preference vyjádřené na jediném hlasovacím lístku, ve kterém jsou preference voliče (B, C, A, D); to znamená, že volič byl na prvním místě B, druhý C, třetí a D čtvrtý. V matici 1 označuje, že kandidát v řádku je upřednostňován před 'soupeřem' v sloupci a '0' znamená opak.  
|   | A | B | C | D |
| - | - | - | - | - |
| A | - | 0 | 0 | 1 |
| B | 1 | - | 1 | 1 |
| C | 1 | 0 | - | 1 |
| D | 0 | 0 | 0 | - |

Předpokládejme, že v imaginárních volbách jsou dva další voliči. Jejich preference jsou (D, A, C, B) a (A, C, B, D). Pokud i pro ně vyhotovíme podobnou tabulku a všechny je sečteme, dostáváme:
|   | A | B | C | D |
| - | - | - | - | - |
| A | - | 2 | 2 | 2 |
| B | 1 | - | 1 | 2 |
| C | 1 | 2 | - | 2 |
| D | 1 | 1 | 1 | - |

V této tabulce například '1' na řádku B a sloupci A znamená, že jen jeden z voličů preferuje B nad A. Obdobně '2' v řádku B a sloupci D znamená, že 2 voliči preferují B nad D.
Z tabulky je vidět, že Condorcetovým vítězem je A, protože „porazí“ v duelu všechny ostatní. Konkrétně nad všemi vyhraje 2:1.

## Řešení Condorcetova paradoxu
Jak je uvedeno výše, volby teoreticky nemusí mít Condorcetova vítěze, protože neexistuje žádný kandidát, který by voliči preferovali před všemi ostatními kandidáty. V tomto případě záleží na konkrétní metodě jaké další kritérium zvolí pro určení vítěze.
V případě běžných voleb je ale víceméně jedno, která z metod je použita, protože k paradoxu reálně nedochází. Je to proto, že v reálné situaci mají preference určitou strukturu – volič volí ty strany, které jsou v politickém spektru nejblíže jeho názoru a v takovém případě vždy existuje Condorcetův vítěz (Blackova Single-Peakednessova věta).
Podobně jako u jiných hlasovacích systémů samozřejmě existuje i teoretická možnost remízy, která je opět při velkém počtu hlasujících nepravděpodobná. Volební systémy s ní ale musí počítat.
Řešení Concordetova paradoxu má každá metoda jiné, ale pokud jde o cyklus tří kandidátů, většina dochází ke stejnému výsledku, jde například o metodu Smith-Minimax, Ranked Pairs a Schulzeho metodu.

## Condorcetovo pořadí
Některé Condorcetovy metody produkují nejen jednoho výherce, ale také pořadí všech kandidátů od prvního do posledního místa. Nazýváme to Condorcetovo pořadí. Condorcetův vítěz je na prvním místě a ostatní kandidáti jsou seřazeni pod ním. Vrátíme-li se k výše uvedené analogii s turnajem, jde o velké pořadí celého hypotetického turnaje.
Metody, které určují Condorcetovo pořadí jsou
- Copelandova metoda
- Metoda Kemeny – Young
- Ranked Pairs
- Schulzeho metoda
- Volební paradox